# U-354
| U-354                      | U-354                                                          | U-354                                                          |
| -------------------------- | -------------------------------------------------------------- | -------------------------------------------------------------- |
|                            |                                                                |                                                                |
|                            |                                                                |                                                                |
|                            |                                                                |                                                                |
| Під прапором               | Третій рейх                                                    | Третій рейх                                                    |
| Спуск на воду              | 22 квітня 1942 року                                            | 22 квітня 1942 року                                            |
| Виведений зі складу флоту  | 24 серпня 1944 року                                            | 24 серпня 1944 року                                            |
| Сучасний статус            | затоплений                                                     | затоплений                                                     |
| Проєкт                     |                                                                |                                                                |
| Тип ПЧ                     | Торпедний ДПЧ                                                  | Торпедний ДПЧ                                                  |
| Основні характеристики     |                                                                |                                                                |
| Швидкість (надводна)       | 17,7 вузлів                                                    | 17,7 вузлів                                                    |
| Швидкість (підводна)       | 7,6 вузлів                                                     | 7,6 вузлів                                                     |
| Робоча глибина занурення   | 100 м                                                          | 100 м                                                          |
| Гранична глибина занурення | 220 м                                                          | 220 м                                                          |
| Екіпаж                     | 44 осіб                                                        | 44 осіб                                                        |
| Розміри                    |                                                                |                                                                |
| Довжина найбільша (по КВЛ) | 67,1 м                                                         | 67,1 м                                                         |
| Ширина корпусу найб.       | 6,2 м                                                          | 6,2 м                                                          |
| Висота                     | 9,6 м                                                          | 9,6 м                                                          |
| Середня осадка (по КВЛ)    | 4,70 м                                                         | 4,70 м                                                         |
| Водотоннажність надводна   | 769 т                                                          | 769 т                                                          |
| Озброєння                  |                                                                |                                                                |
| Артилерія                  | одна палубна гармата калібру 88-мм, одна 20-мм зенітна гармата | одна палубна гармата калібру 88-мм, одна 20-мм зенітна гармата |
| Торпедно- мінне озброєння  | 4 носових і один кормовий ТА. 14 торпед або 26 мін             | 4 носових і один кормовий ТА. 14 торпед або 26 мін             |

U-354 — німецький підводний човен типу VIIC, часів Другої світової війни.

## Історія створення
Замовлення на будівництво човна було віддане 9 жовтня 1939 року. Човен був закладений на верфі суднобудівної компанії «Flensburger Schiffsbau-Ges» у Фленсбурзі 15 квітня 1940 року під заводським номером 473, спущений на воду 10 січня 1942 року, 22 квітня 1942 року увійшов до складу 5-ї флотилії. Також за час служби перебував у складі 1-ї, 11-ї та 13-ї флотилій

## Історія служби
Човен зробив 11 бойових походів, в яких потопив 1 судно (водотоннажність 7 174 брт), 1 військовий корабель (водотоннажність 1 300 т) та пошкодив 1 судно (водотоннажністю 3 771 брт) та 1 військовий корабель (водотоннажністю 11 420 т).
24 серпня 1944 року потоплений в Баренцовому морі північно-східніше мису Нордкап (72°49′ пн. ш. 30°41′ сх. д. / 72.817° пн. ш. 30.683° сх. д.) глибинними бомбами британських шлюпів «Мермейд», «Пікок», фрегата «Лох Данвеган» і есмінця «Кеппель». Всі 51 члени екіпажу загинули.

## Командири
- Капітан-лейтенант Карл-Гайнц Гербшлеб (22 квітня 1942 — 22 лютого 1944)
- Оберлейтенант-цур-зее Ганс-Юрген Штамер (22 лютого — 24 серпня 1944)

## Потоплені та пошкоджені кораблі[3]
| Назва         | Тип                  | Належність      | Дата             | Тоннаж (БРТ) | Вантаж                    | Статус     | Місце                                                       |
| William Clark | вантажне судно       | США             | 4 листопада 1942 | 7 176        | 6 337 т ленд-ліз вантажів | потоплено  | 71°02′ пн. ш. 13°05′ зх. д. / 71.033° пн. ш. 13.083° зх. д. |
| «Петровський» | вантажне судно       | СРСР            | 27 серпня 1943   | 3 771        |                           | пошкоджено | 75°15′ пн. ш. 84°30′ сх. д. / 75.250° пн. ш. 84.500° сх. д. |
| «Набоб»       | ескортний авіаносець | Велика Британія | 22 серпня 1944   | 11 420       |                           | пошкоджено | 71°42′ пн. ш. 19°11′ зх. д. / 71.700° пн. ш. 19.183° зх. д. |
| «Бікертон»    | фрегат               | Велика Британія | 22 серпня 1944   | 1 300        |                           | потоплений | 71°42′ пн. ш. 19°11′ зх. д. / 71.700° пн. ш. 19.183° зх. д. |